# Muhsin Musabah
Muhsin Musabah Faraj Fairouz (Sharja, 2 ottobre 1964) è un ex calciatore emiratino, di ruolo portiere.

## Carriera

### Club
Ha giocato sempre nello Sharjah, partecipando a quasi tutti i titoli della storia del club, come quattro dei cinque campionati e tre delle otto coppe nazionali. Ha giocato per 18 anni nel club di Sharjah.

### Nazionale
Con gli Emirati Arabi Uniti ha giocato 105 partite, subendo 123 gol e partecipando al campionato del mondo 1990 e alla FIFA Confederations Cup 1997 e classificandosi al secondo posto alla Coppa d'Asia 1996.

## Palmarès

### Club

#### Competizioni nazionali
- Campionato emiratino: 4

Sharjah: 1986-1987, 1988-1989, 1993-1994, 1995-1996
- Coppa del Presidente degli Emirati Arabi Uniti: 3

Sharjah: 1990-1991, 1994-1995, 1997-1998
- Supercoppa degli Emirati Arabi Uniti: 1

Sharjah: 1994-1995